# Desnœufs
Desnœufs, vereinzelt auch Île des Noeufs, ist eine kleine Koralleninsel und die südlichste Insel der Amiranten, einer Inselgruppe im westlichen Indischen Ozean, die zu den Outer Islands der Seychellen zählt. Von Mahé, der Hauptinsel der Seychellen, ist Desnœufs knapp 310 km entfernt. Die nächstgelegene Insel ist Marie Louise, 13 Kilometer nordöstlich gelegen.
Die fast quadratische Insel mit einer Fläche von etwa 0,35 km² und einem im Schnitt über 50 Meter breiten, feinen Sandstrand ragt bis 5 Meter über den Meeresspiegel hinaus. Sie ist allerdings nur spärlich bewachsen und im Nordosten und Süden von einem Saumriff umgeben, in dem mehrere kleine Sandinselchen liegen.
An der Nordküste von Desnœufs befinden sich einige Gebäude, die ab und zu von Wissenschaftlern (vornehmlich Ornithologen) genutzt werden, da auf der Insel und den sie umgebenden Cays jährlich Millionen von Seevögeln brüten. Die Insel ist allerdings von Menschen nicht ganzjährig bewohnt.